# Associazione Calcio Legnano 1942-1943
Questa pagina raccoglie le informazioni riguardanti l'Associazione Calcio Legnano nelle competizioni ufficiali della stagione 1942-1943.

## Stagione

Guido Dossena, al Legnano dal 1942 al 1945

Benché le restrizioni della guerra si facciano sentire sempre di più, anche per la stagione 1942-1943 la Federcalcio decide di non interrompere i campionati. Le vicissitudini della guerra iniziano a ripercuotersi anche nel calcio, con moltissime società in chiara difficoltà e che non possono, alla fine, iscriversi ai campionati. Anche la Serie C subisce questa situazione: le squadre partecipanti al girone D, quello a cui prende parte il Legnano, è solo 13.
In questo clima di ristrettezze, la dirigenza lilla decide di ridurre fortemente la rosa: solo 6 giocatori della stagione precedente vengono mantenuti in organico. Ad essi si aggiungono il portiere Edmondo Biella, i difensori Guido Dossena e Meda, i centrocampisti Giacomo Cappello e Rozza, e gli attaccanti Felice Guacci, Bruno Magni e Vignolini, che vengono acquistati in un calciomercato condizionato da forti ristrettezze economiche.
Nonostante la rosa rivoluzionata, il Legnano disputa un ottimo campionato piazzandosi 3º nel girone D con 34 punti, uno in meno del Vigevano secondo classificato e sei in meno del Varese capolista, che poi vince le finali ottenendo la promozione in Serie B. Considerando le ultime otto stagioni, questo è il miglior risultato dei Lilla in campionato. Particolarmente buono è il rendimento degli attaccanti Giovanni Cristina, Lorenzo Colpo e Remo Leva: i tre giocatori offensivi, insieme, segnano i due terzi delle reti del Legnano.

## Divise
| Casa |

## Organigramma societario
Area direttiva
- Presidente: cav. ing. Giulio Riva

Area tecnica
- Allenatore: Enrico Crotti

## Rosa
| N. |                   | Ruolo | Calciatore        |
| -- | ----------------- | ----- | ----------------- |
|    | Italia (bandiera) | D     | Luigi Azzimonti   |
|    | Italia (bandiera) | P     | Edmondo Biella    |
|    | Italia (bandiera) | C     | Giacomo Cappello  |
|    | Italia (bandiera) | D     | Mario Colombo     |
|    | Italia (bandiera) | A     | Lorenzo Colpo     |
|    | Italia (bandiera) | A     | Giovanni Cristina |
|    | Italia (bandiera) | D     | Alberto Del Frate |
|    | Italia (bandiera) | D     | Guido Dossena     |
|    | Italia (bandiera) | C     | Diames Fallini    |

| N. |                   | Ruolo | Calciatore      |
| -- | ----------------- | ----- | --------------- |
|    | Italia (bandiera) | C     | Antonio Fossati |
|    | Italia (bandiera) | A     | Felice Guacci   |
|    | Italia (bandiera) | A     | Remo Leva       |
|    | Italia (bandiera) | A     | Bruno Magni     |
|    | Italia (bandiera) | D     | Meda            |
|    | Italia (bandiera) | D     | Guido Morelli   |
|    | Italia (bandiera) | C     | Rozza           |
|    | Italia (bandiera) | P     | Renato Scaioni  |
|    | Italia (bandiera) | A     | Vignolini       |

## Risultati

### Serie C (girone D)

#### Girone d'andata
| Arbitro: | Fortina (Novara) |

|                                     |           |  |
| Leva 10’ Cristina 19’ Vignolini 74’ | Marcatori |  |

| Arbitro: | Quarantini (Genova) |

|           |           |          |
| Torti 62’ | Marcatori | 82’ Leva |

| Arbitro: | Franzi (Vercelli) |

|                                                  |           |  |
| Vignolini 55’ Colpo 59’ Meda 75’ (rig.) Leva 89’ | Marcatori |  |

| Arbitro: | Monti (Milano) |

|  |           |           |
|  | Marcatori | 89’ Rozza |

| Arbitro: | Porcile (Como) |

|                                                        |           |             |
| Cristina 34’ Colpo 62’, 75’ Leva 77’ Pisano 85’ (aut.) | Marcatori | 37’ Bermone |

| Arbitro: | Parazzi (Casale Monferrato) |

|  |           |                                                           |
|  | Marcatori | 52’ Dossena 57’ Colombo Ma. 79’ (aut.) Patti 84’ Cristina |

| 7ª giornata |  | – Turno di riposo LEGNANO |  |  |

| Arbitro: | Bernardi (Savona) |

|              |           |  |
| Cristina 65’ | Marcatori |  |

| Arbitro: | Rossi (Milano) |

|                               |           |  |
| Borghi 33’ Pietro Perotti 86’ | Marcatori |  |

| Legnano 6 dicembre 1942 10ª giornata | Legnano          | 0 – 0 | Abbiategrasso | Stadio Comunale\| Arbitro: \| Barion (Bologna) \| |
| Arbitro:                             | Barion (Bologna) |       |               |                                                   |

| Arbitro: | Piglione (Reggio Emilia) |

|            |           |                    |
| Viganò 16’ | Marcatori | 59’, 80’ Vignolini |

| Arbitro: | Carpani (Milano) |

|                  |           |                            |
| Magni 70’ (rig.) | Marcatori | 10’ Reggiani 29’ Paduletto |

| Arbitro: | Zambotto (Padova) |

|  |           |              |
|  | Marcatori | 31’ Cristina |

#### Girone di ritorno
| Arbitro: | Viarengo (Asti) |

|                            |           |                                                 |
| Colombelli 28’ Achilli 83’ | Marcatori | 67’ Cristina 75’ Colpo 80’ Leva 82’ Colombo Ma. |

| Arbitro: | Cicardi (Lecco) |

|                                          |           |          |
| Cristina 35’ 41’, 59’ Colpo 73’ Leva 79’ | Marcatori | 3’ Corsi |

| Arbitro: | Matucci (Seregno) |

|                        |           |           |
| Carpani 27’ Matera 47’ | Marcatori | 75’ Magni |

| Legnano 24 gennaio 1943 17ª giornata | Legnano          | 0 – 0 | Varese | Stadio Comunale\| Arbitro: \| Tassini (Verona) \| |
| Arbitro:                             | Tassini (Verona) |       |        |                                                   |

| Arbitro: | Milanone Ridor (Biella) |

|                   |           |                                 |
| Molinari 48’, 49’ | Marcatori | 4’ Leva 63’ Guacci 81’ Cristina |

| Arbitro: | Di Pasquale (Varese) |

|                               |           |  |
| Colombo Ma. 17’ Leva 26’, 66’ | Marcatori |  |

| 20ª giornata |  | – Turno di riposo LEGNANO |  |  |

| Arbitro: | Scorzoni (Bologna) |

|                       |           |                        |
| Cabiati 3’ Moroni 25’ | Marcatori | 45’ Colpo 55’ Cristina |

| Arbitro: | Mondani (Milano) |

|                                               |           |                              |
| Leva 24’, 25’, 67’, 83’ Colpo 42’, 57’ (rig.) | Marcatori | 34’ Borghi 39’ (rig.) Melato |

| Arbitro: | Rossi (Cremona) |

|                              |           |              |
| Magnaghi 36’ Buscaglia I 68’ | Marcatori | 80’ Cristina |

| Arbitro: | Magnoni (Milano) |

|                                              |           |            |
| Vignolini 37’, 39’ Leva 53’ Colpo 80’ (rig.) | Marcatori | 57’ Misani |

| Arbitro: | Rosso (Torino) |

|                                              |           |  |
| Biraghi 25’ (rig.) Reggiani 33’ Agostini 64’ | Marcatori |  |

| Arbitro: | Canavesio (Torino) |

|                                      |           |                                  |
| Colpo 1’ Leva 48’, 60’ Cappello 173’ | Marcatori | 40’ Clerici 85’ (rig.) Azzimonti |

## Statistiche

### Statistiche di squadra
| Competizione | Punti | Totale | Totale | Totale | Totale | Totale | Totale | DR  |
| Competizione | Punti | G      | V      | N      | P      | Gf     | Gs     | DR  |
| ------------ | ----- | ------ | ------ | ------ | ------ | ------ | ------ | --- |
| Serie C      | 34    | 24     | 15     | 4      | 5      | 56     | 26     | +30 |

### Statistiche dei giocatori
| Giocatore    | Serie C  | Serie C |
| Giocatore    | Presenze | Reti    |
| ------------ | -------- | ------- |
| L. Azzimonti | 1        | 0       |
| E. Biella    | 4        | 0       |
| G. Cappello  | 15       | 0       |
| Ma. Colombo  | 23       | 3       |
| L. Colpo     | 23       | 10      |
| G. Cristina  | 23       | 10      |
| A. Del Frate | 6        | 0       |
| G. Dossena   | 17       | 1       |
| A. Fossati   | 3        | 0       |
| F. Guacci    | 13       | 3       |
| R. Leva      | 24       | 16      |
| B. Magni     | 19       | 2       |
| Meda         | 24       | 1       |
| G. Morelli   | 19       | 0       |
| Rozza        | 15       | 1       |
| R. Scaioni   | 20       | 0       |
| Vignolini    | 15       | 6       |